# San Felices (kommun i Spanien)
San Felices är en kommun i Spanien.   Den ligger i provinsen Provincia de Soria och regionen Kastilien och Leon, i den nordöstra delen av landet, 220 km nordost om huvudstaden Madrid. Arean är 21,0 kvadratkilometer. San Felices gränsar till Aguilar del Río Alhama.
Terrängen i San Felices är lite kuperad.